# أنتوني شوارتز
أنتوني شوارتز (بالإنجليزية: Anthony Schwartz)‏ هو منافس ألعاب قوى أمريكي، ولد في 5 سبتمبر 2000 في بيمبروك باينز في الولايات المتحدة.

## وصلات خارجية
- أنتوني شوارتز على موقع الاتحاد الدولي لألعاب القوى (الإنجليزية)
- أنتوني شوارتز على موقع TFRRS.org (الإنجليزية)
- أنتوني شوارتز على موقع مرجع كرة القدم المحترفة.كوم (الإنجليزية)